# Pizzo del Diavolo della Malgina
Il pizzo del Diavolo della Malgina è una montagna delle Alpi Orobie alta 2.924 m s.l.m., situata lungo lo spartiacque tra la provincia di Bergamo e quella di Sondrio. Si trova a est del pizzo Coca, nella zona che comprende le più alte cime della catena orobica (in ordine di altezza è la sesta vetta del gruppo).

## Accessi
La via normale per raggiungere la vetta è lunga ma agevole. Si parte da Valbondione seguendo il sentiero che conduce al Rifugio Curò.
Arrivati al rifugio si può optare per due vie: la prima, più breve ma più ripida, prevede l'attraversamento della diga dell'ENEL del lago del Barbellino passando per il sentiero sottostante e proseguendo per il lago di Valmorta. Giunti al lago si prende a destra, cioè in direzione est, e ci si arrampica su per la Valmorta fino al nevaio principale che è proprio sotto il Pizzo del Diavolo della Malgina. Si attraversa quindi il nevaio tenendo la sinistra (lato nord) e, arrivati alle rocce, ci si arrampica lungo il sentiero, molto ripido e costituito per lo più da pietraie scoscese, fino a raggiungere la vetta.
Il sentiero consigliato è comunque il secondo, la via normale, molto più agevole e panoramica, che prevede, una volta raggiunto il rifugio Curò, il proseguimento per il sentiero che conduce al Lago del Barbellino Naturale, costeggiando a sud tutto il lago del Barbellino e proseguendo per il sentiero fino a raggiungere la deviazione per il lago della Malgina, sentiero che va a sinistra in direzione nord. La deviazione si trova a metà strada tra il lago del Barbellino e il Lago del Barbellino Naturale.
Si continua quindi per il sentiero fino a raggiungere il lago della Malgina: da qui si prende il sentiero a sinistra, in direzione nord-ovest, e si sale lungo la pietraia fino al nevaio. Si segue quindi il sentiero che va a destra verso il passo a est del Diavolo della Malgina (Falso passo della Malgina). Arrivati al passo si segue lungo il sentiero che si arrampica lungo la pancia sud del pizzo fino a raggiungere la vetta.

## Panorama
Dalla vetta, quando il cielo è terso, si può godere di un vasto panorama. Verso sud appare maestoso il Monte Gleno con ai lati il Pizzo Recastello e il Pizzo Strinato, e più in basso il lago della Malgina e il lago Gelt. Ad est si vede il monte Torena, oltre il quale si apre la Valle di Belviso, con a nord le sorgenti del Serio. Ad ovest invece si ha una splendida visuale della bocchetta dei camosci e del Pizzo Coca, mentre a nord si apre la Valtellina.

## Galleria d'immagini

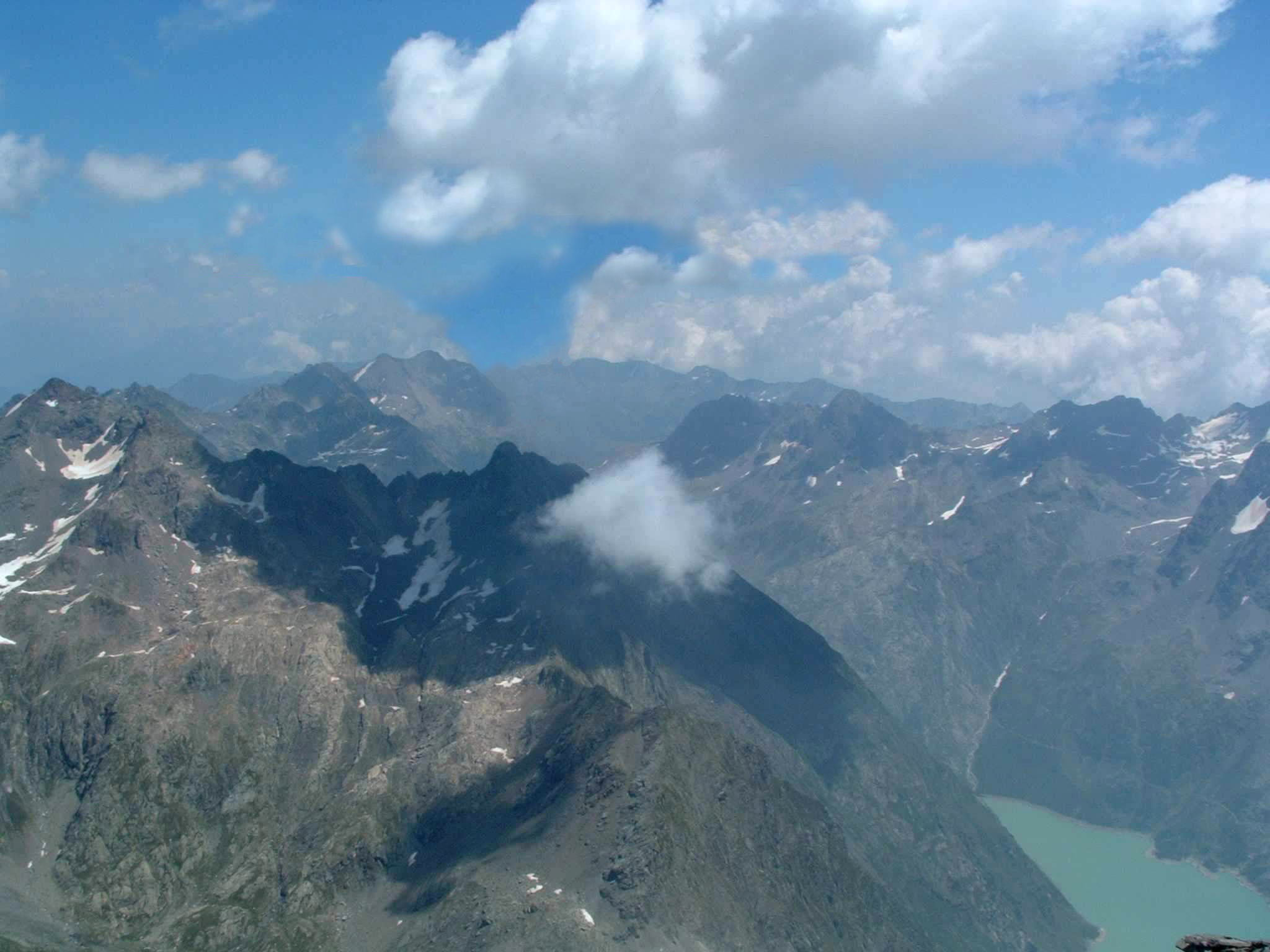
Pizzo del Diavolo della Malgina dal Pizzo Coca
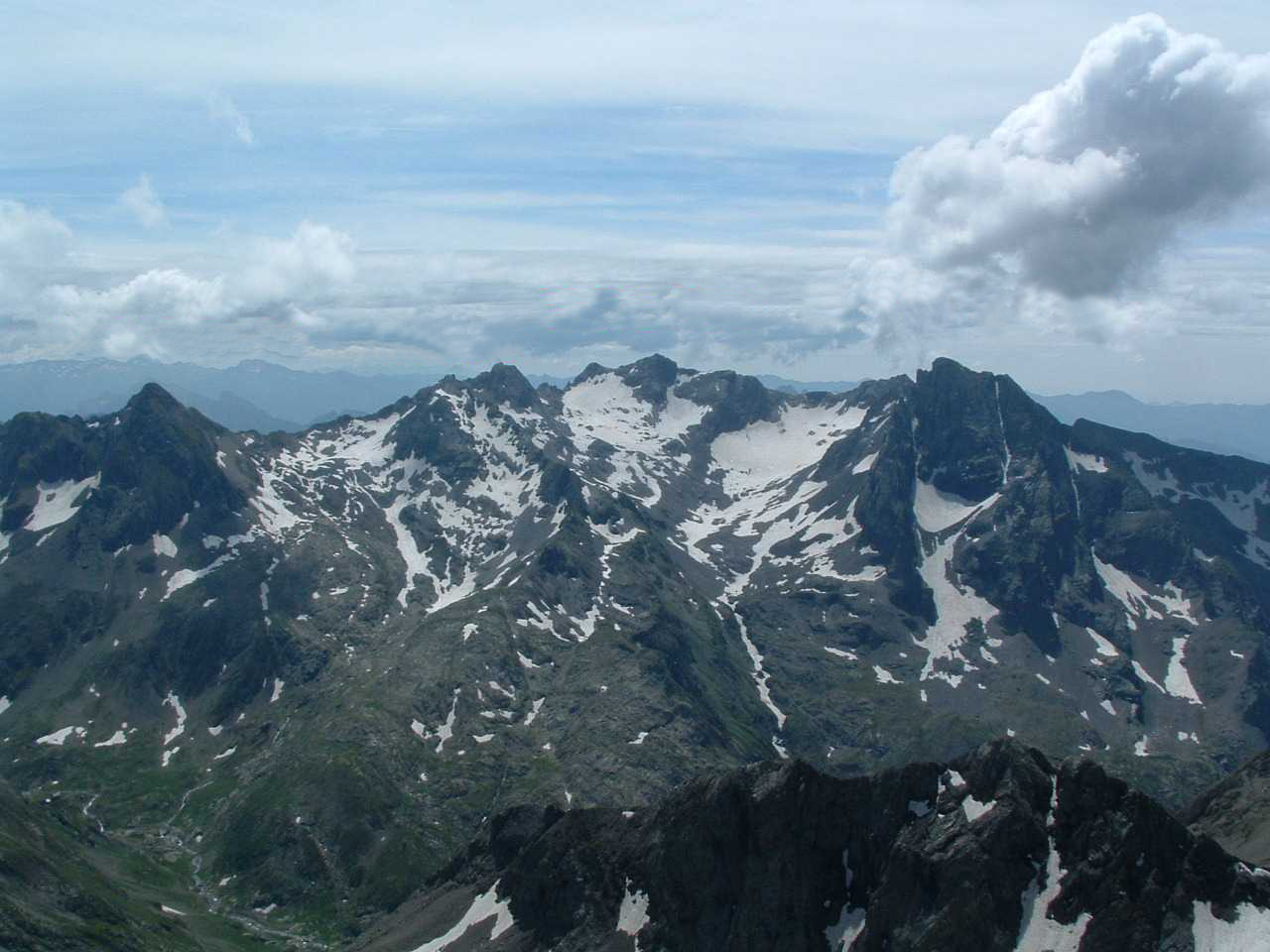
Vista dal Pizzo del Diavolo verso sud-ovest
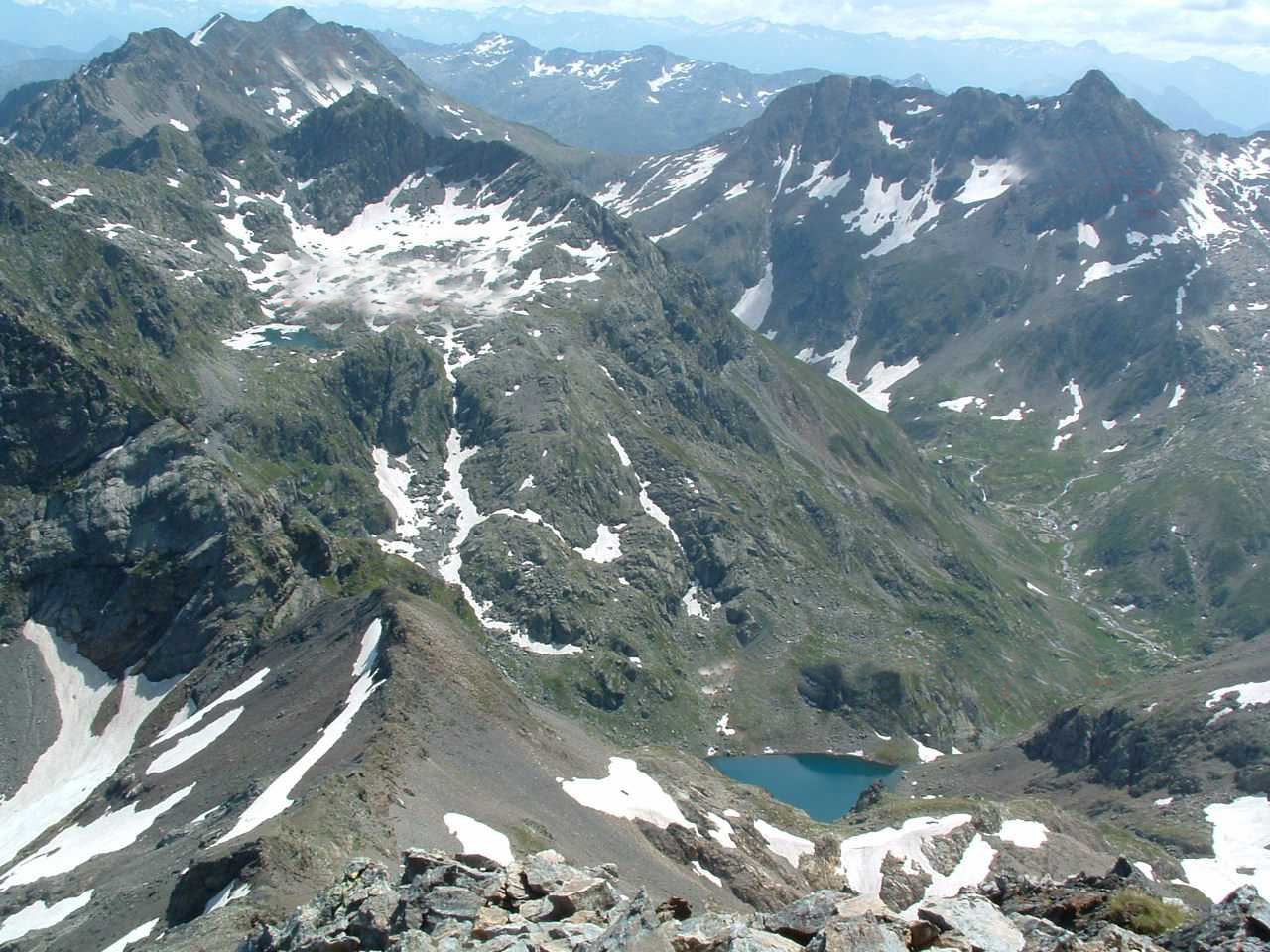
Vista dal Pizzo del Diavolo verso sud-est. Si riconoscono il Lago della Malgina e il Lago Gelt
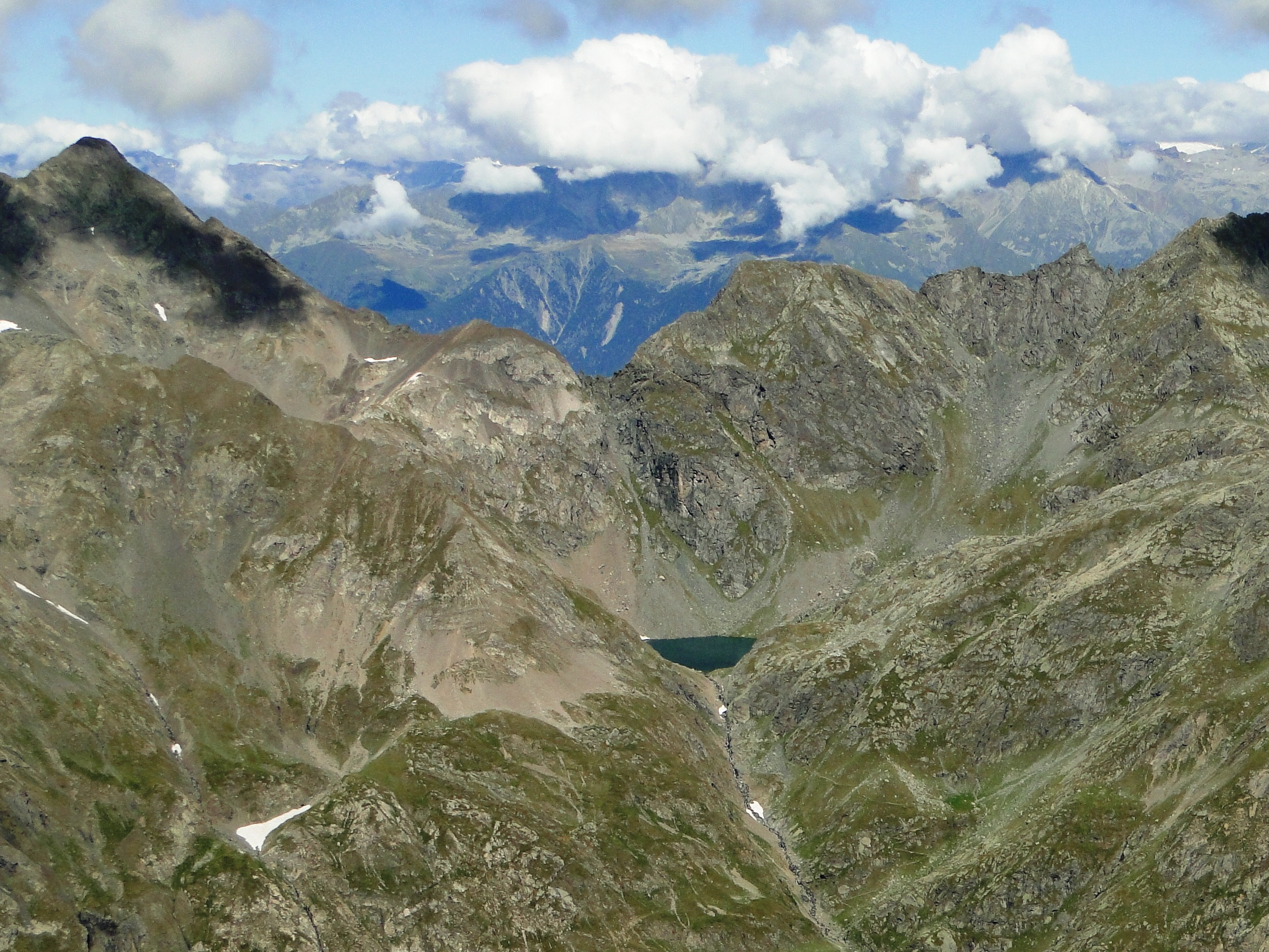
Pizzo del Diavolo e lago della Malgina